# Abbaye de Murbach
L'abbaye de Murbach est située en Alsace, au fond de la vallée vosgienne de Guebwiller après la commune de Buhl, où une bifurcation mène vers le vallon de Murbach.
Depuis ce site sont visibles les deux hautes tours de grès, vestiges d'une célèbre abbaye romane. Sur la clé de voûte du porche d'entrée figurent les armes du prince-abbé : le lévrier d'argent surnommé autrefois le « chien de Murbach » par les habitants de la région. L'abbaye comptait parmi les plus riches et les plus influentes du Saint-Empire romain germanique.
L'abbaye fait l’objet d’un classement au titre des monuments historiques depuis 1841,.

## Histoire

### Les origines
L'abbaye de Murbach fut fondée en 727 par le comte Eberhard d'Eguisheim, neveu de sainte Odile et puissant seigneur qui venait de perdre son unique héritier. Il appela pour ce faire saint Pirmin, qui avait déjà fondé ou organisé de nombreux monastères et notamment Reichenau. Selon la chronique du moine et savant Hermann Contract, Pirmin vint à Murbach accompagné de douze moines de Reichenau. Il semble cependant que Pirmin ait plutôt organisé à Murbach une petite communauté de moines, installée depuis le début du VIIe siècle à Bergholtzzell. L'abbaye prit le nom de Vivarius Peregrinorum (ce qui attesterait selon certains auteurs[Lesquels ?] l'origine écossaise ou irlandaise des premiers moines) et un certain Romanus fut placé à la tête du couvent.
Le 12 juillet 727, le roi franc Thierry IV accorda au monastère le privilège de l'immunité et confirma les donations d'Eberhard. Le 12 mai 728, l'évêque Widegern de Strasbourg accorda aux moines le droit d'élire librement leur abbé.
L'abbaye de Murbach devint très vite florissante, en raison des prestigieux dons et legs dont elle bénéficia. Sa bibliothèque conservait au IXe siècle près de 350 volumes. L'abbaye était également le siège d'un scriptorium.
Le 13 janvier 772, Charlemagne lui confirma son immunité. Vingt ans plus tard, il rappela l'abbé de Murbach Simpert sur le siège épiscopal d'Augsbourg. Le souverain devint dès lors et pendant une année, abbé laïc de Murbach (Pastor Murbacensis). Charlemagne conserva par ailleurs pendant de nombreuses années le titre de recteur de Murbach.
Le 4 juillet 926, les Hongrois dévastèrent l'abbaye et assassinèrent sept moines, qui furent vénérés comme des martyrs dans l'Église d'Alsace jusqu'à la Révolution.
L'abbaye fut alors restaurée sous la direction de l'abbaye de Cluny et grâce à de généreux dons de l'impératrice Adélaïde de Bourgogne. À la demande de son épouse Théophanu, l'Empereur Otton II confirma à l'abbaye le 27 avril 977 toutes ses possessions et tous ses privilèges.

### Abbatiale Saint-Léger
Il n'y a aucun document indiquant les dates de construction de l'église qui reste imprécise. La construction de l'église doit être extrapolée à partir de quelques textes et par l'analyse de sa structure.
Avec la Concordat de Worms signé le 23 septembre 1122 se termine la querelle des investitures entre la papauté et l'empereur du Saint-Empire romain germanique. Les moines de Murbach qui n'étaient plus présents dans l'abbaye y reviennent. L'église avait été profanée. Les moines élisent comme abbé Berthold. Le 2 juin 1134, Adalbéron ou Adalbert, évêque de Bâle entre 1134 et 1137, fait la dédicace d'un « oratorium » consacré au Christ, à la Vierge, à saint Michel, à saint Jean l'évangéliste et à sainte Madeleine. Le même jour, il réconcilie l'église profanée pendant l'affrontement entre l'empereur et le pape. La reconstruction de l'abbatiale doit être placée entre la fin de l'épiscopat d'Adalbéron et la consécration de l'église à la sainte Trinité, à la Croix, à la Vierge et à saint Léger par l'évêque de Bâle Henri, en 1216. Pour préciser la date de construction, Étienne Fels cite une lettre de Wibald, abbé de Stavelot, au pape Eugène III, en 1150. Wibald qui joue alors le rôle de chancelier pendant le temps où Conrad III fait la croisade, était intervenu dans le choix de l'abbé de Murbach après la mort de Berthold. Le monastère était alors dans un grand désordre. Les moines refusaient d'obéir à l'abbé. Wibald et Conrad III ont imposé le choix d'Egilolf contre celui des moines, ce qui est contraire aux règles canoniques, et le justifie par le désordre qui règne dans l'abbaye. Le pape valide cette nomination en 1153. Étienne Fels en déduit que la construction de la nouvelle abbatiale n'a pu commencer qu'après 1155. La comparaison avec la cathédrale de Worms montre que la construction de l'abbatiale était assez avancée en 1175 pour influencer le style de la cathédrale.
Cette datation a été critiquée par Robert Will qui reprend l'affirmation de Franz Xaver Kraus, Ernst Polaczek (1870-1939) donnant comme date de première consécration de l'église celle de la dédicace de l'« oratorium » par l'évêque évêque de Bâle qui correspondrait au chœur. Il critique l'affirmation des désordres dans l'abbaye pendant l'abbatiat de Berthold. Il note l'influence de Murbach sur les églises de Rosheim, Marbach, Lautenbach qui appartiennent au début du XIIe siècle. Otto Feld a critiqué l'affirmation de Rudolf Kautzschde la fin de la construction de l'église en 1134 en analysant la technique de construction des voûtes sur croisée d'ogives de section rectangulaire qui reprennent une technique développée en Lombardie, à la cathédrale de Novarre, terminée au mieux en 1132 et à la basilique Saint-Ambroise de Milan commencée en 1128,,. Le même type de voûtes se retrouve à Utrecht, à Maëstricht et Spire et datent de 1150 et 1159. Il en déduit que la construction de l'église a été terminée autour du milieu du XIIe siècle et ne peut avoir été élevée pendant l'abbatiat d'Egilolf qui était animé par un idéal ascétique.

### Scriptorium et bibliothèque de Murbach
L'abbaye possède une grande bibliothèque. Son scriptorium a produit des manuscrits liturgiques, des témoignages littéraires en vieux haut allemand. De ce scriptorium est sorti ce que l'on a appelé les Annales de Murbach, ou « Annales Murbacenses », dont Philippe-André Grandidier en a publié une partie.
Vers 850, Murbach est devenu l'un des centres intellectuels du Haut-Rhin ; la bibliothèque contenait environ 340 ouvrages de théologie, de grammaire et d'histoire. En 1417, Poggio Bracciolini libéré de ses obligations auprès du pape recherche des manuscrits anciens dans les bibliothèques ecclésiastiques de la vallée rhénane. L'abbaye de Murbach conservait un manuscrit de Lucrèce dans sa bibliothèque au IXe siècle. En interprétant la correspondance de Poggio Bracciolini, selon Enrico Flores et l’école napolitaine, il aurait retrouvé le manuscrit complet du De rerum natura de Lucrèce à Murbach qu'il a alors copié et envoyé en Italie à Niccolò Niccoli. Le manuscrit original a disparu à la suppression de l'abbaye à la Révolution,,.
Au XVe siècle, l'abbé Barthélémy d'Andlau fit restaurer un grand nombre de volumes de la bibliothèque.
C'est dans la bibliothèque de Murbach, en 1515, qu'a été trouvé le seul exemplaire de l’Histoire romaine de Velleius Paterculus.
Dans son roman Il nome della rosa traduit en français sous le titre Le Nom de la rose, au chapitre Tierce du Premier jour, l'écrivain italien Umberto Eco cite cette abbaye comme un atelier de copie encore actif au XIVe siècle.

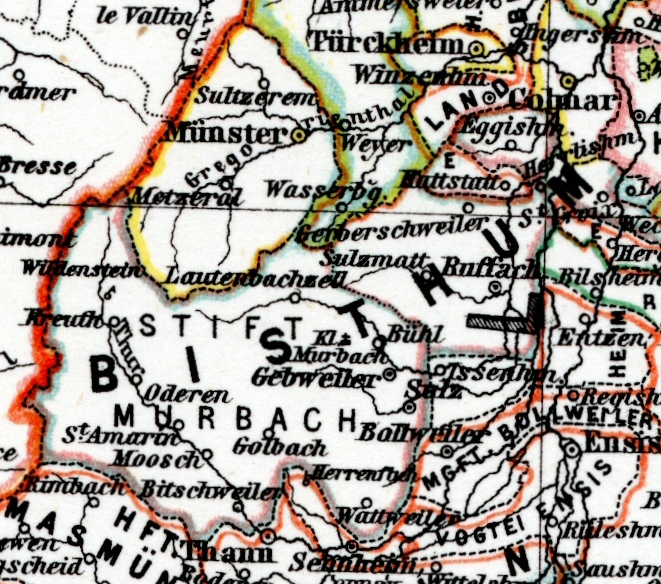
Principauté Abbatiale.

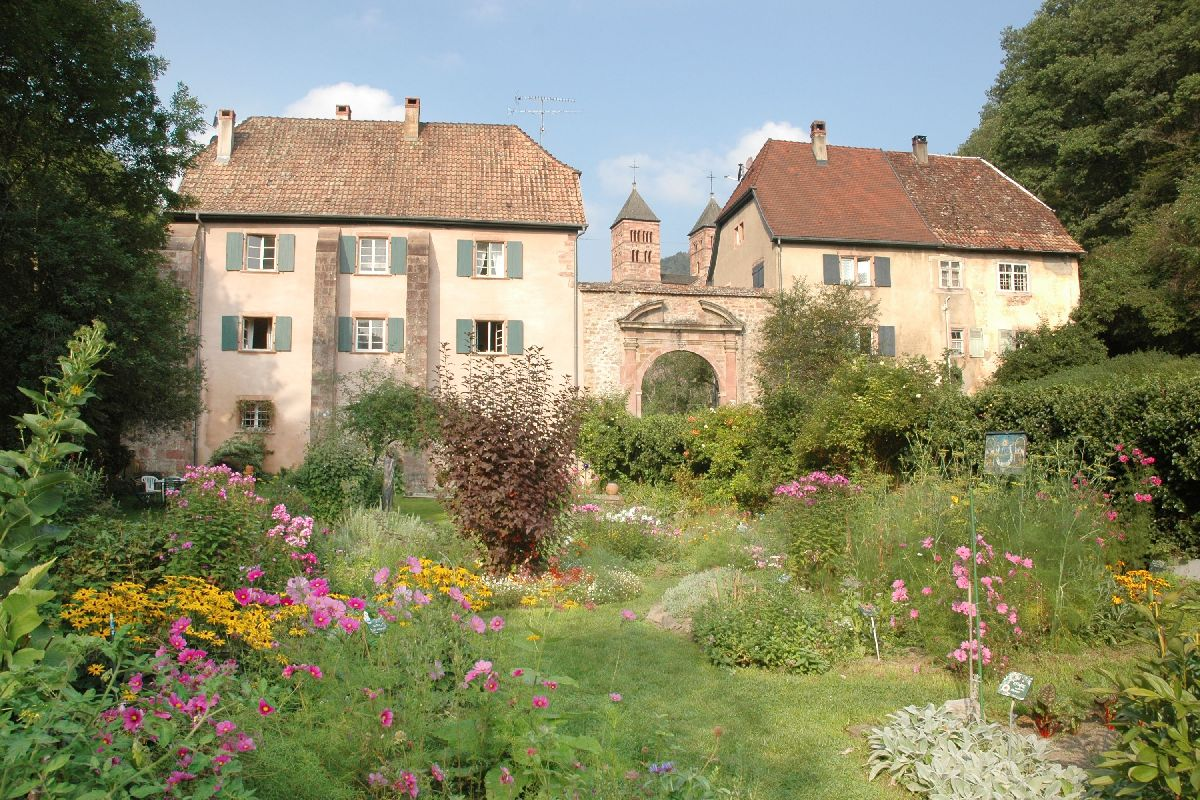
Le jardin de l’abbaye.

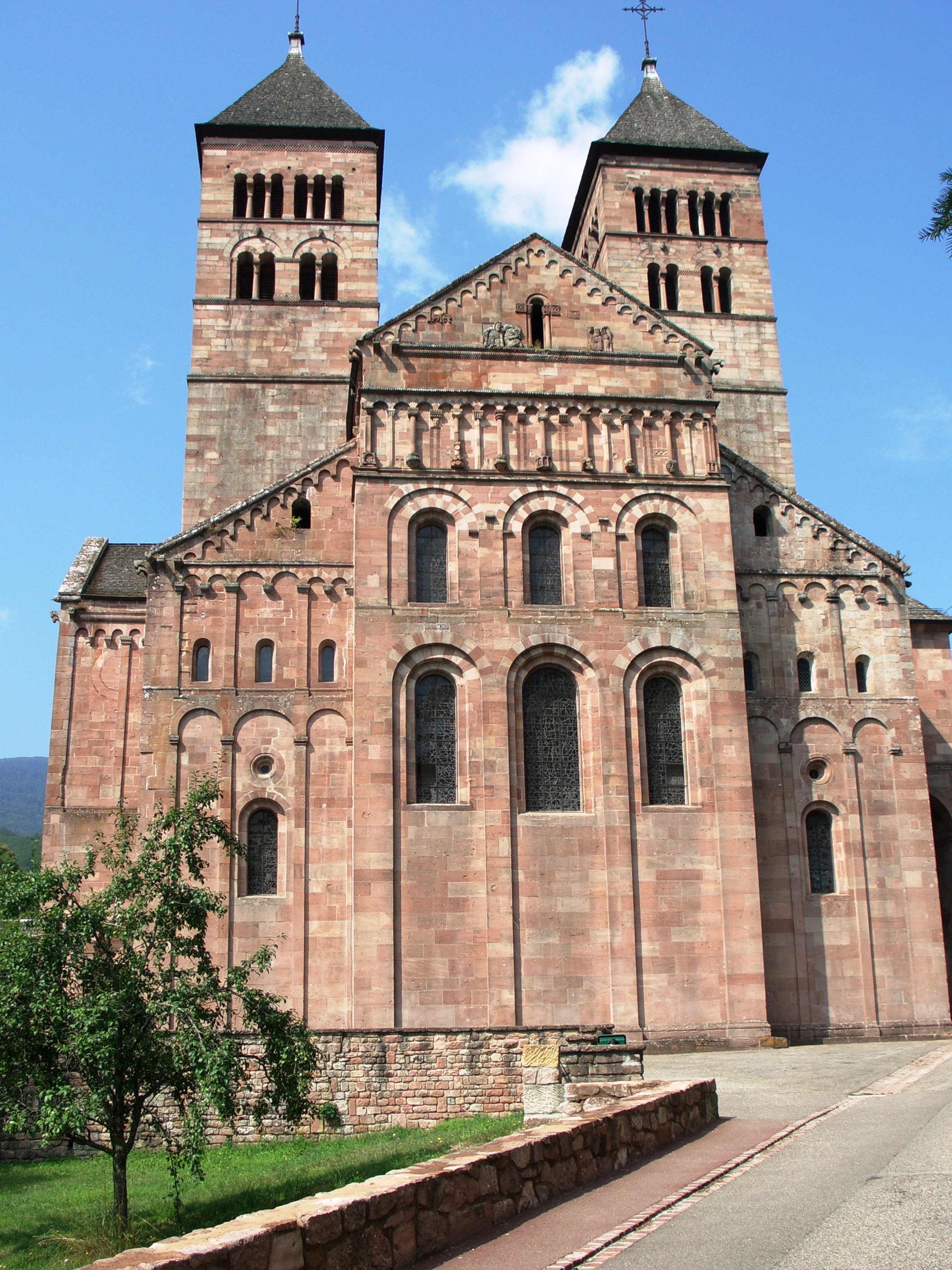
L'abbaye, façade orientale.

### Puissance temporelle
Au Moyen Âge, l'abbaye de Murbach était particulièrement riche, possédant des biens dans près de 350 localités, du Palatinat à la Suisse, et notamment la ville de Lucerne. L'abbaye avait non seulement des terres et des châteaux-forts mais aussi des établissements thermaux, des verreries et des mines.
En 1228, l'empereur Frédéric II accorda à l'abbé Hugues de Rothenbourg la dignité de Prince du Saint-Empire, désormais les abbés porteront le titre de prince-abbé. Par la suite, l'abbé de Murbach eut le privilège de ne plus siéger au sein du Conseil des prélats d'Empire comme la majorité des abbés de l'époque mais de siéger lors des Diètes impériales au sein du Conseil des princes d'Empire (où seuls une dizaine de supérieurs de monastères avaient droit de siéger). Par ailleurs, l'abbé de Murbach avait, au même titre que ses homologues de Fulda, Kempten et Wissembourg, préséance sur tous les abbés réguliers de l'Empire. 
Face à des difficultés financières, le 16 avril 1291, l'abbé Berthold de Falkenstein a dû vendre à l'empereur Rodolphe Ier de Habsbourg, ancien avoué de l'abbaye, ses droits sur la ville de Lucerne et ses possessions en Suisse centrale et en Argovie. L'abbaye a renoncé à ses droits sur le prieuré de Lucerne en 1456.
L'empereur Charles Quint accorda également en 1544 à l'abbaye un nouveau privilège, celui de battre monnaie.
Par ailleurs, dix ans plus tard, l'abbaye de Murbach fut réunie perpétuellement à l'abbaye de Lure, fondée au VIe siècle par saint Desle.

### Déclin et ère de la commende
En 1570, Jean Ulrich de Raitenau fut sacré prince-abbé de Murbach. Il fit nommer en 1576 son neveu, Wolf Dietrich de Raitenau, comme coadjuteur, bien que celui-ci ne soit âgé que de 19 ans. En février 1587, à la mort de son oncle, Wolf Dietrich lui succéda, mais dès le mois suivant, fut nommé prince-archevêque de Salzbourg et se résigna de l'abbatiat. Le couvent élit pour lui succéder Gabriel Giel de Gielsberg, mais cette élection ne trouva pas l'agrément du pape. Les moines furent contraints d'élire comme abbé, le cardinal André d'Autriche. C'est le début du régime de la commende qui dura jusqu'au milieu du XVIIIe siècle et fut une grande source de conflit entre le couvent, le pape et le souverain (l'empereur puis le roi de France).
L'abbaye fut par ailleurs dévastée entre 1625 et 1640 par les troupes de Bernard, duc de Saxe-Weimar. En 1648, l'Alsace est en grande partie cédée par l'Empire au royaume de France. L'abbaye de Murbach conserva son immédiateté impériale mais perdit le droit de battre monnaie.

### Sécularisation
En 1704 et après plusieurs abbés commendataires, dont certains ne vinrent jamais à Murbach, un coadjuteur fut élu au sein du couvent. Il s'agit de Célestin de Beroldingen, qui succédait en 1720 au prince-abbé Philippe-Eberhard de Löwenstein-Wertheim-Rochefort. C'est sous son abbatiat que les moines décidèrent de quitter leur vallon isolé pour s'installer à Guebwiller, capitale de la principauté ecclésiastique, où le prince-abbé résidait déjà. Le nonce apostolique en Suisse refusa. Des travaux de reconstruction de l'abbaye devinrent le prétexte pour les moines de quitter Murbach (où ils ne revinrent pas).
En 1736, dom Célestin fut contraint d'abdiquer au profit d'un nouvel abbé commendataire, François-Armand-Auguste de Rohan-Soubise, futur cardinal et prince-évêque de Strasbourg. En contrepartie, le couvent put à nouveau élire un coadjuteur en son sein. Il s'agit de Léger (Casimir) de Rathsamhausen, qui devint prince-abbé en 1756. Trois ans plus tard, Dom Léger obtint du pape Clément XIII l'autorisation officielle pour le couvent de s'établir à Guebwiller et en 1764, l'abbaye, qui ne comptait plus que 10 religieux, fut sécularisée par le pape. Le monastère devint un chapitre de chanoines nobles mais l'abbé demeura prince d'Empire et conservait tous ses droits sur le chapitre collégial de Thann.
En 1789, le chapitre fut saccagé et ferma ses portes l'année suivante. Le dernier prince-abbé, Benoît-Frédéric d'Andlau-Hombourg, mourut en 1839 exilé à Eichstätt.

## Liste des abbés
- 727-731 : saint Pirmin
- 731-752 : Romain
- 752-762 : Baldebert
- 762-774 : Haribert
- 774-789 : Amicus
- 789-792 : Simpert
- 792-793 : Charlemagne (abbé-laïc)
- 793-795 : Egilmar
- 795-811 : Gerold
- 811-829 : Gontran
- 829-877 : Sigismar
- 877-913 : Frédéric
- 913-976 : Wandbert
- 976-988 : Bérenger
- 988-1023 : Helmeric
- 1023-1041 : Degenhard
- 1041-1049 : Eberhard
- 1049-1056 : Wolfrad
- 1056-1075 : Robert
- 1075-1080 : Udalric
- 1080-1122 : Samuel
- 1122-1144 : Berthold Ier
- 1144-1160 : Egilolf
- 1160-1189 : Conrad Ier
- 1189-1190 : Widerolf
- 1190-1194 : Suitbert
- 1194-1218 : Arnold
- 1218-1239 : Hugues de Rothenburg (premier prince-abbé)
- 1239-1240 : Albert Ier de Fronburg
- 1240-1261 : Thibaud de Faucogney
- 1261-1285 : Berthold II de Steinbrunn
- 1285-1298 : Berthold III de Falkenstein
- 1298-1304 : Albert II de Liebstein
- 1304-1335 : Conrad II Schenk de Stauffenberg
- 1335-1345 : Conrad III Wernher de Murnhard
- 1345-1354 : Henri de Schawenburg
- 1354-1377 : Jean Ier Schulteiss de Guebwiller
- 1377-1387 : Guillaume Ier Stoër de Storenburg
- 1387-1394 : Rodolphe de Watteville
- 1394-1428 : Guillaume II de Wasselnheim
- 1428-1433 : Pierre d’Ostein
- 1433-1447 : Thierry de Domont
- 1447-1476 : Barthélemy d’Andlau-Hombourg
- 1476-1489 : Achaz de Griessen
- 1489-1513 : Gautier de Wilsperg
- 1513-1542 : Georges de Massmünster
- 1542-1570 : Jean II Rodolphe Stoër de Storenburg
- 1570-1587 : Jean III Ulrich de Raitenau
- 1587-1587 : Wolf Dietrich de Raitenau
- 1587-1587 : Gabriel Giel de Gielsberg (élu, non confirmé)
- 1587-1600 : cardinal André d'Autriche (premier abbé commendataire)
- 1600-1614 : Jean IV Georges de Kalkenriedt
- 1614-1626 : Léopold Ier d’Autriche-Tyrol
- 1626-1663 : Léopold II Guillaume d’Autriche
- 1663-1664 : Colomban d’Andlau-Hombourg
- 1664-1682 : François Ier Egon de Fürstenberg
- 1682-1686 : Félix-Egon de Fürstenberg
- 1686-1720 : Philippe Eberhard Joseph de Loewenstein-Wertheim (abbé de Gorze)
- 1720-1737 : Célestin-Sébastien de Beroldingen-Gundelhart
- 1737-1756 : cardinal François II Armand-Auguste de Rohan-Soubise
- 1756-1786 : Léger-Casimir-Frédéric de Rathsamhausen
- 1786-1790 : Benoît-Frédéric d’Andlau-Hombourg

Source : Gallia Christiana

## L'église abbatiale Saint-Léger
L'abbatiale de Murbach est considérée comme un des grands chefs-d'œuvre de l'art roman rhénan. Elle fut construite au milieu du XIIe siècle et fut consacrée en 1216 par l'évêque de Bâle, Heinrich II de Thoune, en l'honneur de la Sainte Trinité, de la Sainte Croix, de la Vierge Marie et de saint Léger.
Les travaux de démolition des trois nefs commencèrent en 1738, afin de laisser la place à un édifice baroque qui ne vit jamais le jour. Les pierres serviront à la construction du presbytère de l'ancienne collégiale de Lautenbachzell. Le cimetière attenant l'église occupe l'emplacement des trois nefs. L'église abbatiale devint église paroissiale de Murbach en 1765.
Elle fut notamment restaurée en 1868-1869, 1900-1905, 1964-1966 et 1981-1986. À l'issue de cette dernière restauration, l'église reçut deux nouvelles portes en bronze et trois nouvelles cloches,,. L'église Saint-Léger sera pourvue, en 1906 par Martin et Joseph Rinckenbach, d'un orgue de tribune (instrument actuel),,,.

## Galerie de photos

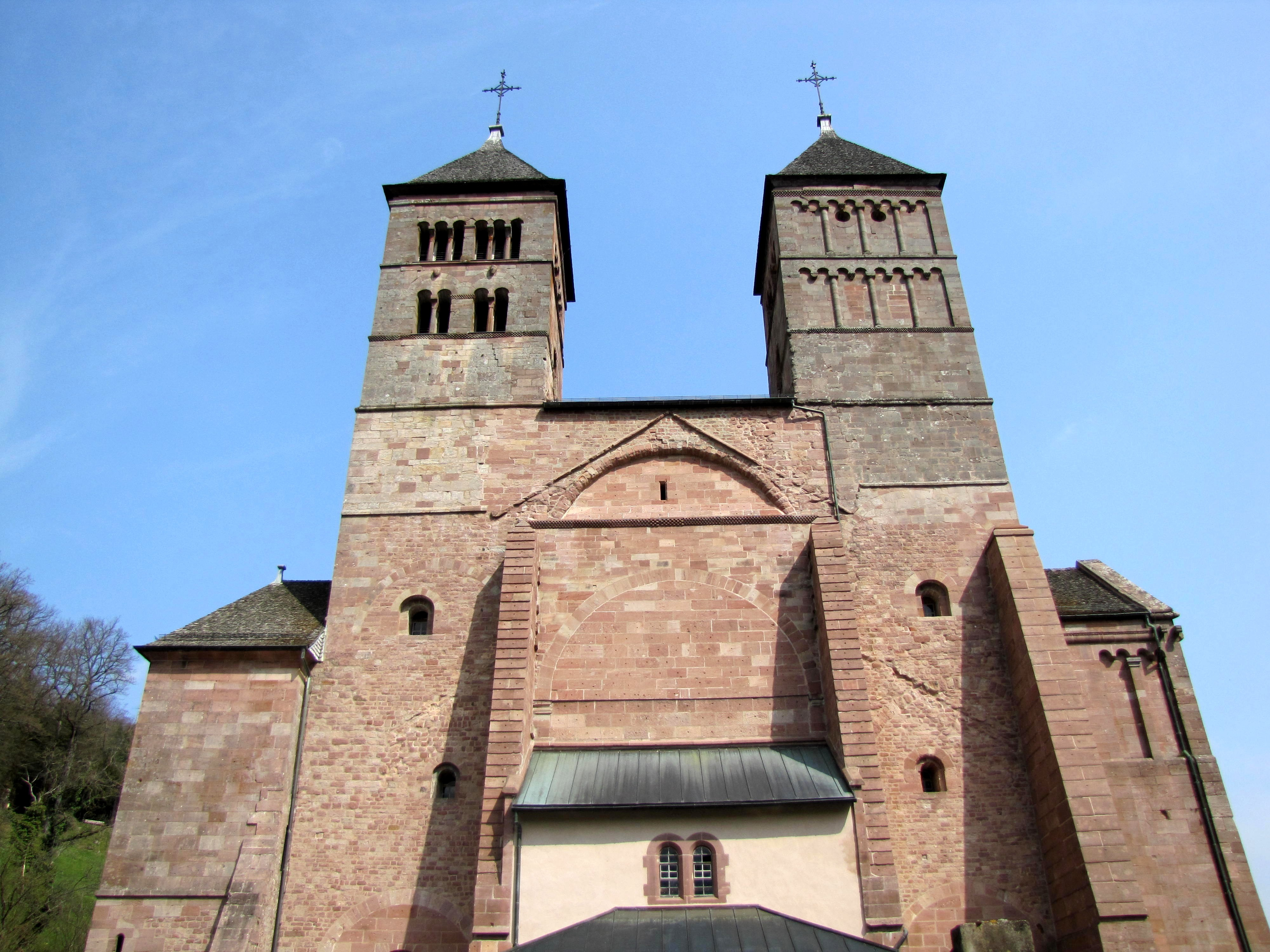
Façade ouest.
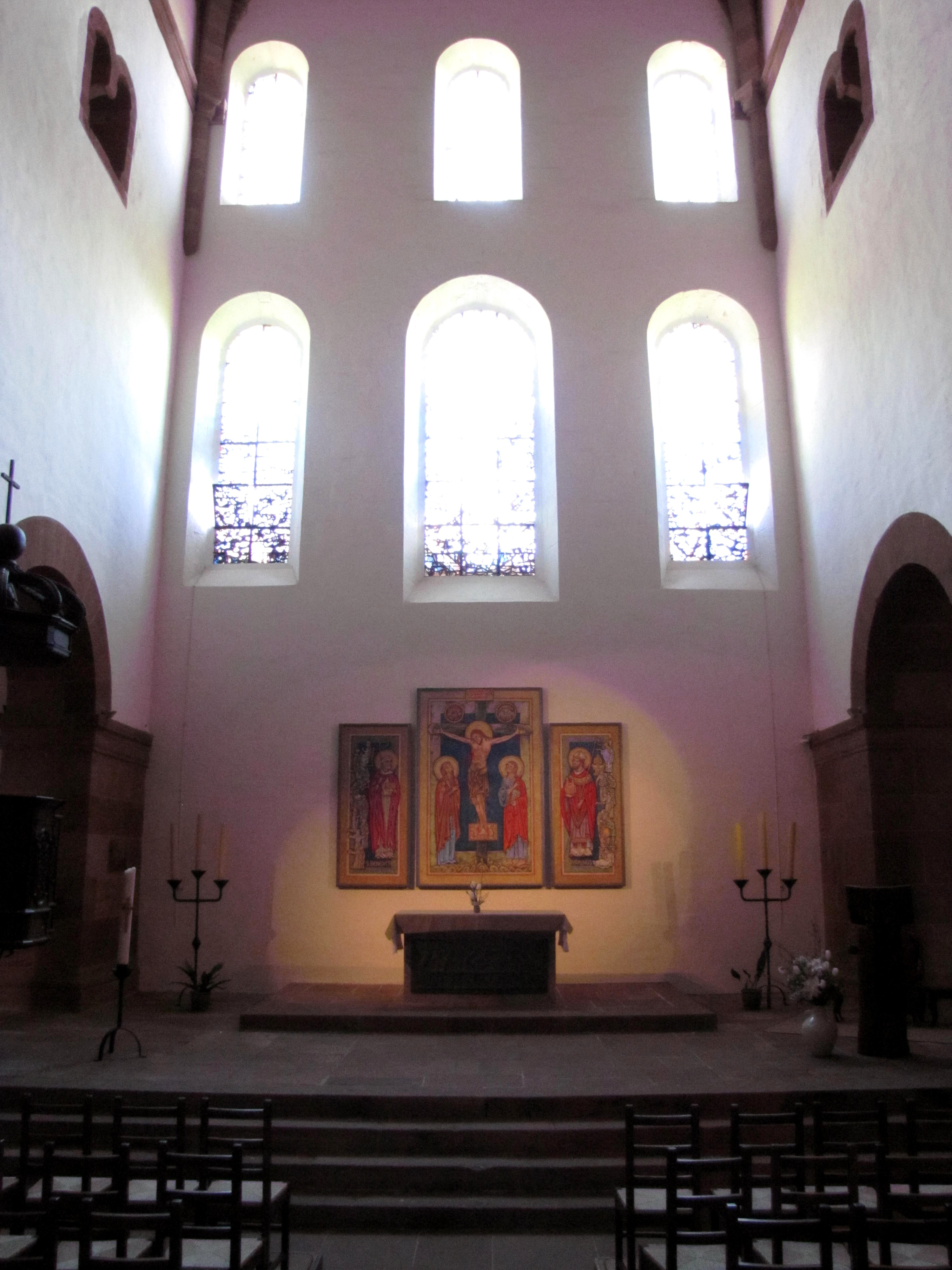
Chœur.
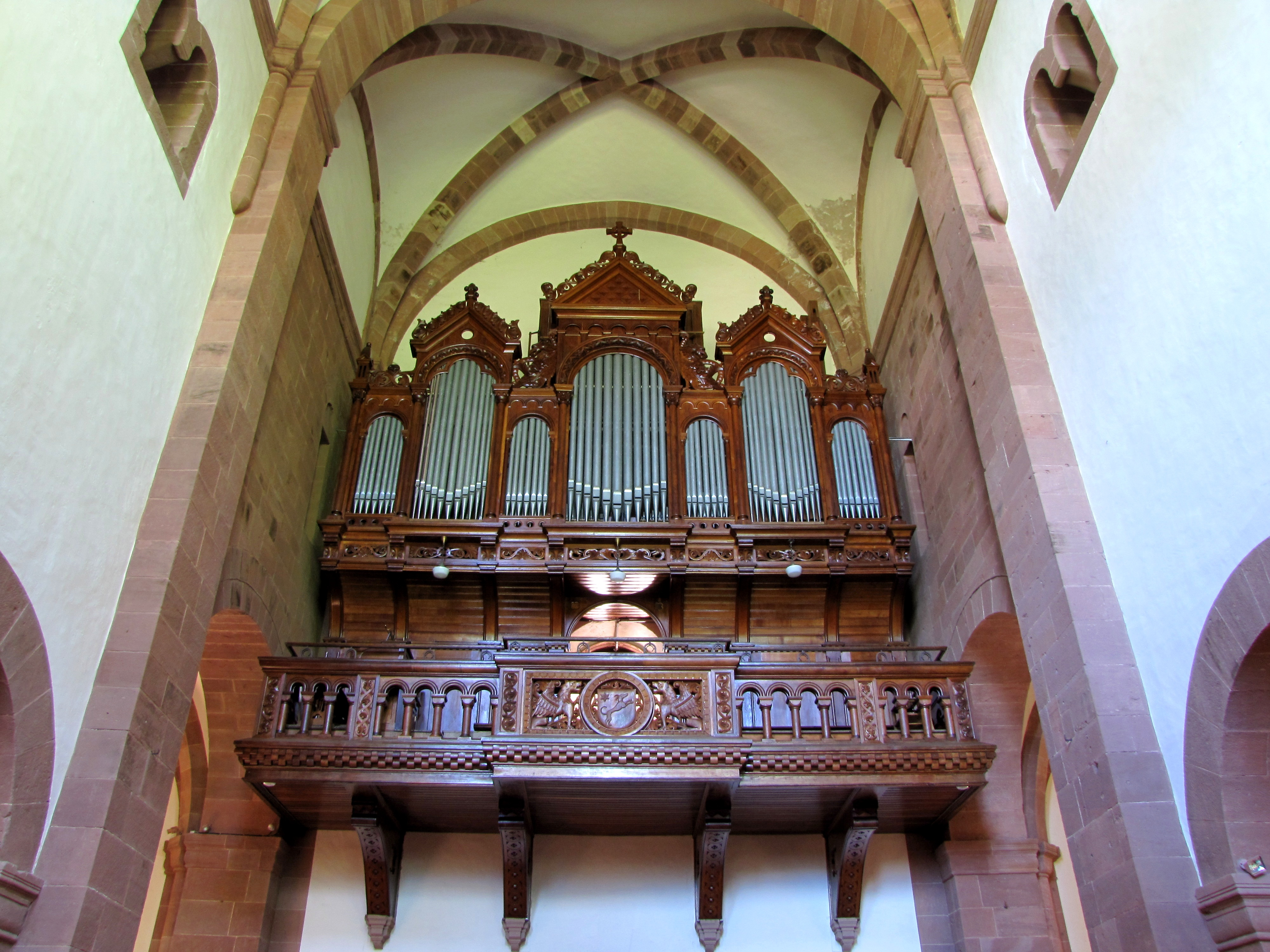
Orgue Rinckenbach-Boehm (1906).
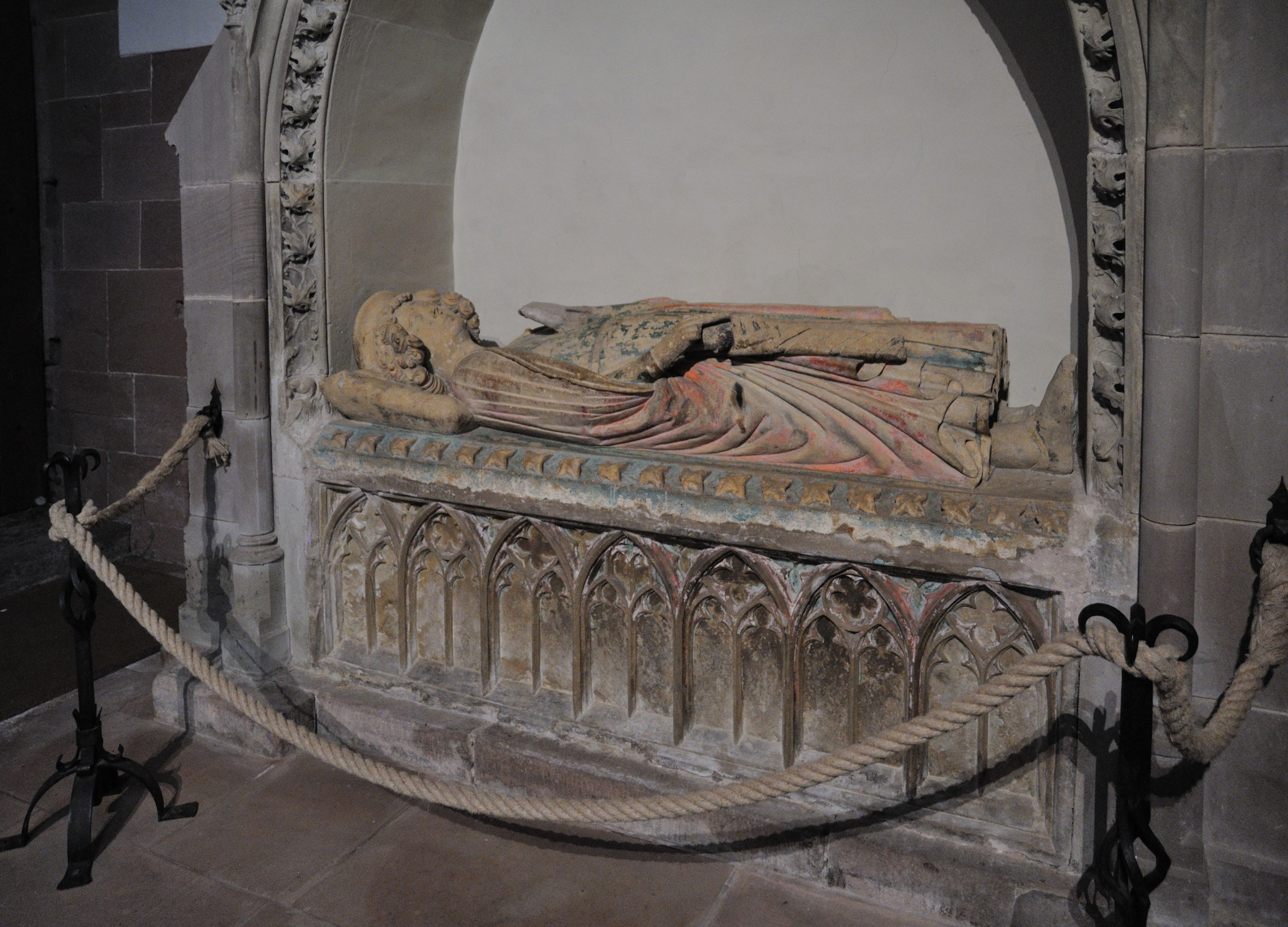
Gisant du comte Eberhard (XIIIe).
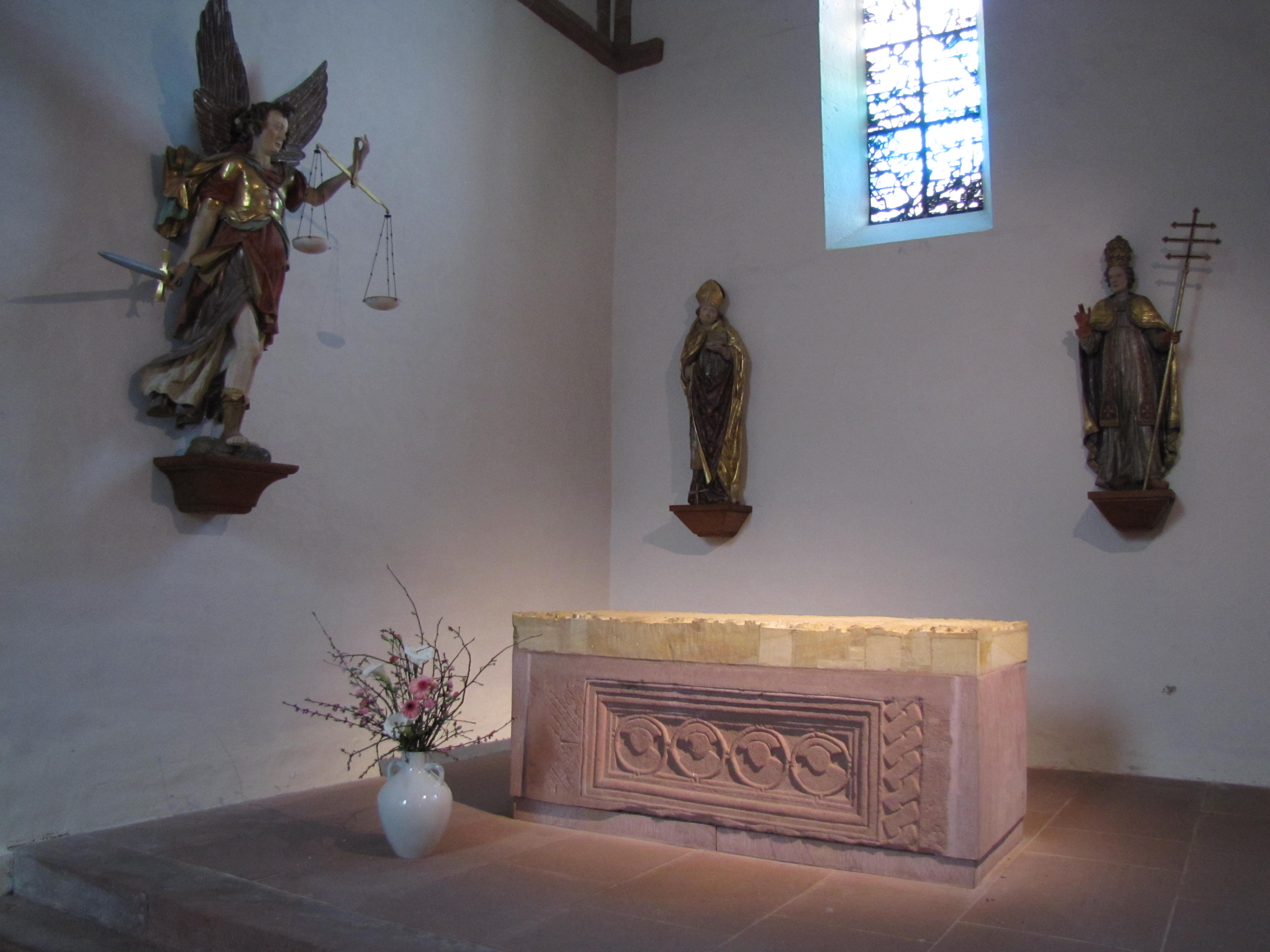
Sarcophage des moines martyrs (Xe-XIe).
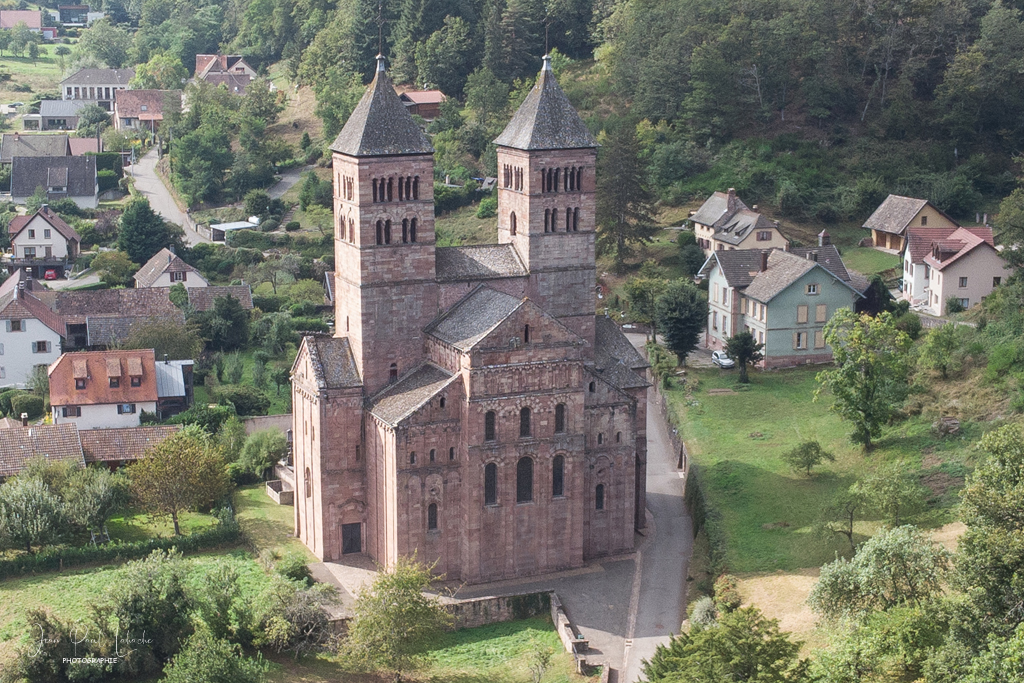
Vue générale aérienne de la façade est de l'Abbaye de Murbach.
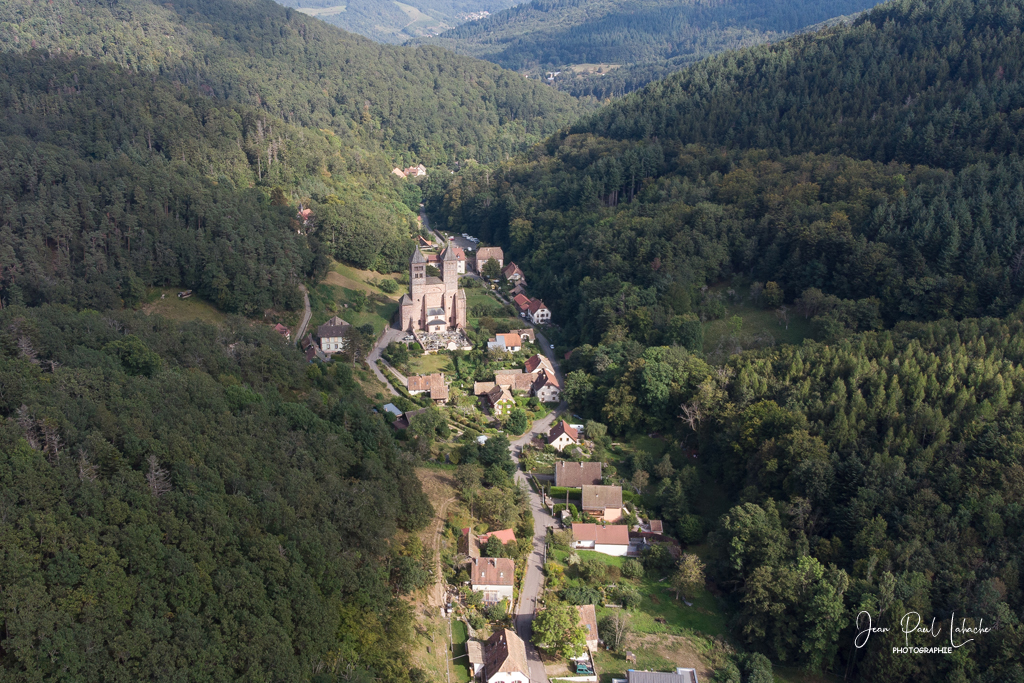
L'abbaye, façade ouest.